# Joe Sacco
Joe Sacco (Chircop, 2 ottobre 1960) è un fumettista e giornalista maltese naturalizzato statunitense.
Combina il lavoro di fumettista con quello di giornalista. Interessato a scenari di guerra, ha disegnato opere sul conflitto palestinese (Palestina. Una nazione occupata) e anche sulla guerra serbo bosniaca (Safe Area Goražde, Neven).

## Biografia
Sacco è nato a Malta il 2 ottobre 1960. Il padre era ingegnere, mentre la madre era insegnante. All'età di un anno, la famiglia si trasferì a Melbourne, Australia dove rimase fino al 1972, quando si spostò a Los Angeles. Sacco studiò presso la Sunset High School a Beaverton, Oregon.
Anche se il giornalismo rimaneva la sua principale passione, in quel periodo mostrò una forte curiosità verso il mondo della satira e dell'humor. Terminò le scuole superiori nel 1978. Sacco si iscrisse alla facoltà di giornalismo presso l'Università dell'Oregon dove si laureò nel 1981. Una volta entrato nel mondo del giornalismo, ne rimase subito frustrato. Fu assunto presso la redazione del giornale del National Notary Association, ma il lavoro proposto risultava per Sacco "estremamente noioso". Dopo altre esperienze lavorative deludenti fece ritorno a Malta intenzionato ad abbandonare i suoi sogni giornalistici. "Decisi di dimenticare il giornalismo e tornare a quello che era sempre stato il mio hobby principale, ovvero il disegno, e vedere se potevo vivere di quello" raccontò in seguito alla BBC. Cominciò così a lavorare per una casa editrice locale che produceva guide. Scrisse poi il fumetto Imhabba Vera (Vero Amore) che trattava di una storia d'amore, uno dei primi art-comics in lingua maltese. "Dato che Malta non ha una tradizione nei fumetti, questi erano considerati cose per bambini" confidò a The Village Voice. Continuò "In un passaggio del fumetto, per esempio, la protagonista rimane incinta e si reca nei Paesi Bassi per abortire. Malta è un paese cattolico e, all'epoca, non era permesso neppure il divorzio.Era qualcosa di strano, ma nessuno ha creato polemiche, dato che non avevano modo di stabilire se il materiale era appropriato o meno ad un fumetto".
Nel 1985, una volta tornato negli USA, Sacco fondò una rivista di fumetti satirica chiamata Portland Permanent Press. Quando, quindici mesi dopo la rivista dovette chiudere, Sacco trovò lavoro presso The Comics Journal. Tornò a fare satira e pubblicò il fumetto Centrifugal Bumble-Puppy.
Ma Sacco era deciso a viaggiare. Nel 1988, lasciò nuovamente gli Stati Uniti, per dirigersi in Europa, un viaggio che ha raccontato nel fumetto autobiografico Yahoo (anch'esso pubblicato da Fantagraphics). La permanenza in Europa lo condusse ad occuparsi della Guerra del Golfo, di cui parla in Yahoo #2, e nel 1991 cominciò a lavorare su quello che verrà poi dato alle stampe come "Palestina". Lo scrivere a riguardo della Guerra del Golfo, portò Sacco a studiare il Medio Oriente. Viaggiò in Israele ed in Palestina proprio con questo scopo.
Palestine è una collezione di racconti più e meno lunghi, alcuni dei quali raccontano il viaggio di Sacco ed i suoi incontri con i Palestinesi (e molti israeliani), altri in cui vengono drammatizzate le storie a lui raccontate da questi uomini. Sacco raggiunse poi Sarajevo e Goražde verso la fine della guerra bosniaca, e produsse una serie di report nello stesso stile di Palestine.
Safe Area Goražde, The Fixer, e le storie raccolte in War's End; Safe Area Goražde ricevettero il premio Eisner Award per la Miglior Graphic Novel Originale nel 2001.
Sacco visitò l'Iraq nel 2005 insieme al Primo Battaglione, 23rd Marines. Ha pubblicato numerosi altri reportage per diverse riviste, sulle più svariate tematiche, dal crimine al blues.
Nel 2005 disegnò per il Guardian 8 pagine di fumetto in cui trattava la guerra in Iraq.
Nell'aprile 2007 produsse 16 pagine per Harper's Magazine con il titolo "Down! Up! You're in the Iraqi Army Now".
Nel 2009 pubblicò Footnotes in Gaza, testo in cui investiga sui due massacri dimenticati di Khan Younis e Rafah del novembre 1956.
Nel 2012, Sacco, insieme al giornalista Chris Hedges, ha pubblicato Days of Destruction, Days of Revolt un fumetto che ha come soggetto la povertà negli Stati Uniti.
Sacco vive attualmente a Portland, Oregon.
Nel 2022 pubblicò in collaborazione con Victoria Lomasko "Collective Shame" per il The New Yorker.

## Opere
- Palestina. Una nazione occupata (Palestine) (1993-1995), Milano, Mondadori, 2002
- Goražde. Area protetta (Safe Area Goražde) (2000), Milano, Mondadori, 2006
- Neven. Una storia da Sarajevo (The Fixer. A Story from Sarajevo) (2003), Milano, Mondadori, 2007
- Appunti di un disfattista (Notes from a Defeatist) (2003), Bologna, Comma 22, 2010
- War's End (non pubblicato in italiano) (2005)
- Io e il rock (But I Like It) (2006), Bologna, Comma 22, 2010
- Gaza 1956 (Footnotes in Gaza) (2009), Milano, Mondadori, 2010
- Reportages (Journalisme) (2012), Milano, Mondadori, 2012
- La grande guerra (The Great War: July 1, 1916: The First Day of the Battle of the Somme) (2013), Milano, Rizzoli-Lizard, 2014
- Bumf (Bumf Vol. 1: I Buggered the Kaiser) (2014), Milano, Rizzoli-Lizard, 2016
- Tributo alla terra (Paying the land) (2020), Milano, Rizzoli-Lizard, 2020
- The War on Gaza (2024)[6]